# ماريسا كاناليس
ماريسا كاناليس (بالإسبانية: Marisa Canales)‏ هي موسيقية مكسيكية، ولدت في 11 ديسمبر 1959.